# Paul Kunitzsch
Paul Kunitzsch (* 14. Juli 1930 in Neu-Krüssow, Ost-Prignitz; † 7. Mai 2020 in München) war ein deutscher Arabist und Hochschullehrer in München.

## Leben und Werk
Kunitzsch studierte von 1951 bis 1956 Klassische Philologie und Orientalistik an der Universität München und der FU Berlin. 1956 wurde er an der FU Berlin promoviert, 1957 legte er das Staatsexamen in Klassischer Philologie ebenfalls in Berlin ab. Die Habilitation in Arabistik erreichte er 1977 an der Universität München.
Von 1957 bis 1960 war er Dozent am Goethe-Institut in Kairo, von 1975 an Dozent, von 1977 an Professor für Arabistik am Institut für Semitistik der Universität München. 1985 wurde er als ordentliches Mitglied in die Bayerische Akademie der Wissenschaften gewählt. Im Oktober 1995 erfolgte die Versetzung in den Ruhestand.
Kunitzsch arbeitete zur Geschichte der Wissenschaften, besonders zur Geschichte der Astronomie/Astrologie (etwa auch des Astrolabs und anderer Instrumente). Dabei interessierte ihn insbesondere der Wissenstransfer aus der griechischen Antike in die arabisch-islamische Kultur und aus der arabischen Kultur und über diese ins mittelalterliche Europa. In diesem Bereich war er auch editionsphilologisch und zur graeco-arabischen Terminologie tätig. Nicht zuletzt spürte er Orientalischem in der mittelalterlichen deutschen und europäischen Literatur nach.

## Schriften (Auswahl)
- Arabische Sternnamen in Europa. Harrassowitz, Wiesbaden 1959.
- Untersuchungen zur Sternnomenklatur der Araber. Harrassowitz, Wiesbaden 1961.
- Die Planetennamen im „Parzival“. In: Zeitschrift für deutsche Sprache. Band 21, 19, S. 19–174.
- Typen von Sternverzeichnissen in astronomischen Handschriften des 10. bis 14. Jahrhunderts. Harrassowitz, Wiesbaden 1966.
- Der Almagest. Die Syntaxis Mathematica des Claudius Ptolemäus in arabisch-lateinischer Überlieferung. Harrassowitz, Wiesbaden 1974.
- Die Arabica im „Parzival“ Wolframs von Eschenbach. In: Werner Schröder (Hrsg.): Wolfram-Studien. Band 2. Berlin 1974, S. 9–35.
- Der Orient in Wolframs „Parzival“. In: Albert Zimmermann, Ingrid Craemer-Ruegenberg, Gudrun Vuillemin-Diem (Hrsg.): Orientalische Kultur und europäisches Mittelalter. Berlin/New York 1985 (= Miscellanea Mediaevalia. Band 17), S. 112–122.
- Reflexe des Orients im Namengut mittelalterlicher europäischer Literatur. Hildesheim/Zürich/New York 1996.
- mit Tim Smart: A Dictionary of Modern Star Names. Sky Publishing, Cambridge, MA 2006.
- Zur Geschichte der ‘arabischen’ Ziffern. Bayerische Akademie der Wissenschaften, Phil.-hist. Klasse, Sitzungsberichte, 2005, 3. Auflage: Beck, München 2005.
- Wissenschaft im Dialog zwischen Orient und Okzident. In: Fachprosaforschung – Grenzüberschreitungen 8/9, 2012/2013 (2014), S. 477–482 (Festvortrag anläßlich der Eröffnung der Sonderausstellung „Ex Oriente lux? Wege zur neuzeitlichen Wissenschaft“ des Landesmuseums Natur und Mensch in Oldenburg am 25. Oktober 2009).